# Fuerza Aérea de Eslovenia
La Brigada de Aviación y Defensa Aérea del Ejército Esloveno (en esloveno: Brigada zračne obrambe in letalstva Slovenske vojske, abreviada como BRZOL), conocida internacionalmente como Fuerza Aérea Eslovena, es el nombre de la arma aérea del Ejército Esloveno desde 2004. Fue creada en 1991 como 15.ª Brigada de Aviación de la Fuerza de Defensa Territorial.

## Equipamiento

### Aeronaves
| Aeronave                       | Origen                   | Tipo                                  | Versiones                | En servicio              |
| Aviones de entrenamiento       | Aviones de entrenamiento | Aviones de entrenamiento              | Aviones de entrenamiento | Aviones de entrenamiento |
| ------------------------------ | ------------------------ | ------------------------------------- | ------------------------ | ------------------------ |
| Pilatus PC-9M Hudournik        | Suiza · Israel           | Entrenador avanzado / avión de ataque | PC-9M                    | 9                        |
| Zlín Z-242                     | República Checa          | Entrenador básico                     | Z 242 L                  | 8                        |
| Helicópteros                   |                          |                                       |                          |                          |
| Bell 206                       | Estados Unidos           | Helicóptero utilitario                | 206B-3 JetRanger III     | 4                        |
| Bell 412                       | Estados Unidos           | Helicóptero utilitario                |                          | 8                        |
| Eurocopter AS 532AL Cougar     | Unión Europea            | Helicóptero utilitario                | AS 532 UL/AL             | 4                        |
| Aviones de enlace y transporte |                          |                                       |                          |                          |
| Pilatus PC-6 Porter            | Suiza                    | Transporte                            |                          | 2                        |
| Let L-410 Turbolet             | República Checa          | Transporte                            |                          | 1                        |

### Armas antiaéreas
- Misil superficie-aire Roland II
- Sistema de defensa aérea portátil 9K38 Igla (SA-18)

### Radares
- 2× AN/TPS 70.
- 8× RAFAEL EL/M-2106NG.[3]

## Imágenes

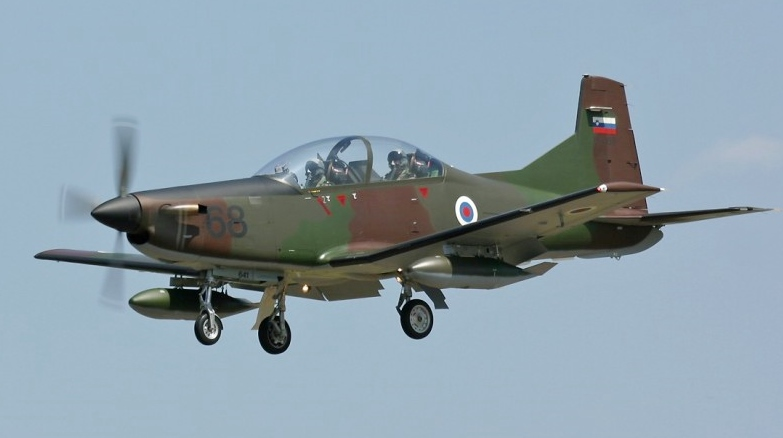
Pilatus PC-9M Hudournik aterrizando.
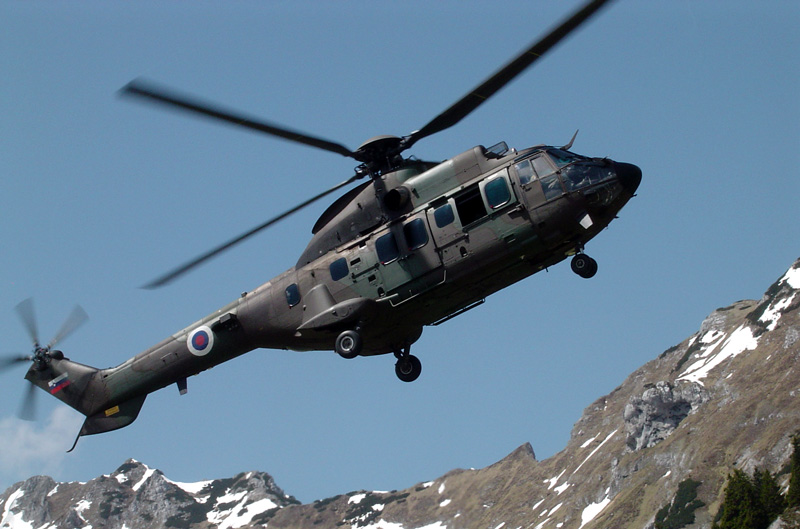
Eurocopter Cougar en los Alpes Eslovenos.
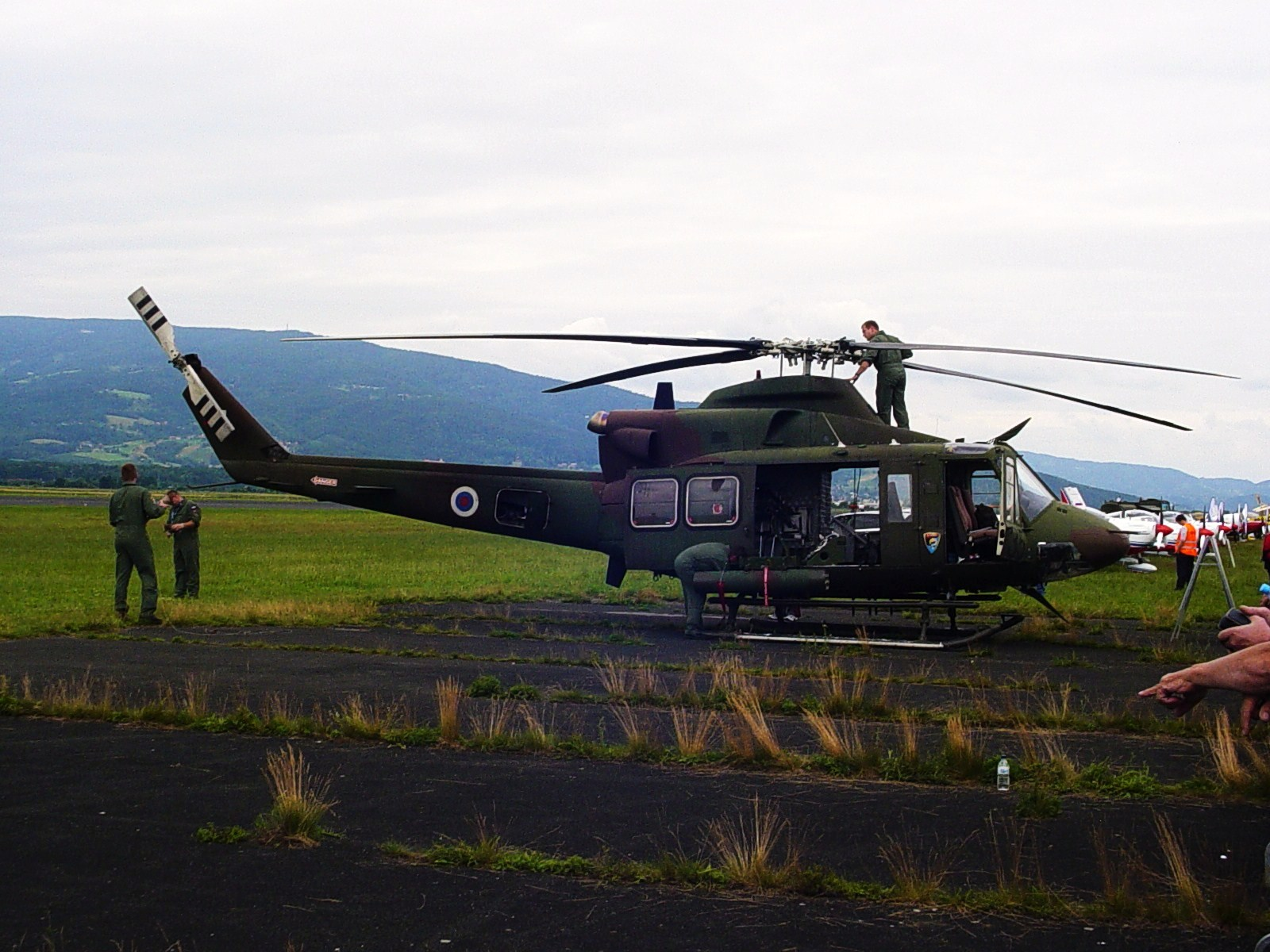
Bell 412.
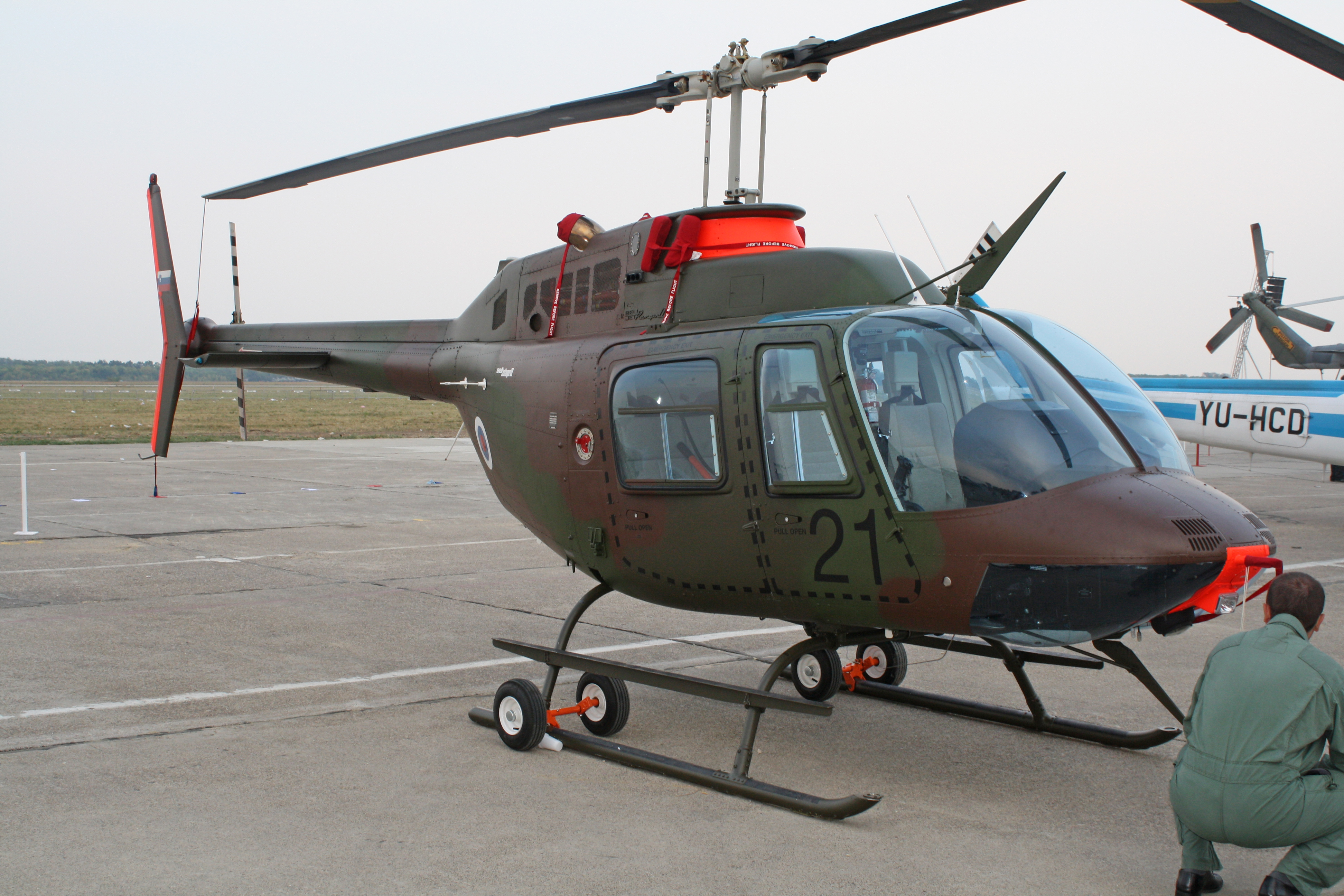
Bell 206.